# GNU General Public License
GNU General Public License (kratice GNU GPL i samo GPL) je vjerojatno najpoznatija i najšire korištena licenca za slobodan softver, koju je originalno kreirao Richard Stallman za projekt GNU, a o kojoj se danas brine Free software foundation (FSF). GPL je napisan tako da sačuva slobode korisnika softvera: pravo na korištenje u bilo koju svrhu, pravo na izradu kopija i pravo na proučavanje, mijenjanje i redistribuciju modificiranog programa. GNU GPL je, copyleft licenca, što znači da zahtjeva da sav softver koji nastane kao modifikacija ovog softvera, također garantira iste slobode (tj. bude distribuiran pod istom licencom), a za razliku od srodne LGPL licence, to se odnosi i na onaj softver koji se koristi u sprezi s njime.

## Verzije licence
Free software foundation konstantno radi na poboljšavanju GPL-a, i u tu svrhu izdaje nove verzije koje se odnose trenutne probleme u industriji:

### GPL v1
Prva verzija izdana je u siječnju 1989., uvela je dva važna ograničenja: Softver pod ovom licencom ne može se kombinirati sa softverom pod ostalim, manje slobodnim licencama (za razliku od LGPL-a) i drugo, program ne može distribuirati samo u binarnom formatu, već distributor mora pružiti pristup čitljivom izvornom kodu. Prije GPL verzije 2, Linux je koristio ovu verziju licence. Danas većina softvera koristi GPL2 i GPL3.

### GPL v2
Glavna promjena u verziji 2 je, po Stallmanu, stavka 7 "sloboda ili smrt", koja kaže da ako zakon zabrani distribuciju izvornog koda uz izvršnu datoteku, program se uopće ne može distribuirati. Ovu licencu koristi npr. Linux, jezgra operativnog sustava GNU/Linux, ali i mnogi programi za Linux.

### GPL v3
GPL verzija 3, najnovija je GPL licenca koja je nastala 2005, između ostalog iz potrebe ta sprečavanje tzv. "tivoizacije" - slučaj gdje proizvođač nekog hardwarea daje slobodno softver za njega, ali u isto vrijeme onemogućava učitavanje promijenjenog softvera u taj hardware(naziv tivoizacija dolazi od imena tvrtke TiVo). Linus Torvalds, izvorni autor Linuxa usprotivio se ovome, rekavši da je to pravo proizvođača hardvera. Važno je napomenuti da ni sama Linux jezgra, nije prešla na GPL3 zbog navodnih mana iste. Unatoč tome, koristi ju sve više projekata slobodnog softvera za operacijski sustav GNU/Linux - dakle korisnički i sistemski software izvan jezgre sustava uključujući  i softver GNU projekta - kao i projekti za druge operacijske sustave.

## Vanjske poveznice
Groklaw - usporedba GPL2 i GPL3 verzije licence  Arhivirana inačica izvorne stranice od 20. veljače 2009. (Wayback Machine) (na engleskom jeziku)